# 苔菉镇
苔菉镇是福州市连江县下辖的一个镇，位于连江县东部黄岐半岛最东端，三面临海，面积16平方公里。下辖8个行政村。镇政府驻地在苔菉村。

## 行政区划
现辖：
北茭村、横塍村、茭南村、苔菉村、东洛村、秀邦村、上塘村和后湾村。